# Die Siedler
Die Siedler ist eine Reihe von Aufbauspielen des in Düsseldorf ansässigen Entwicklers Blue Byte und Ubisoft. Der erste Teil Die Siedler wurde von Volker Wertich entwickelt und erschien 1993 für den Amiga. Im Laufe der Jahre erschienen diverse Fortsetzungen und Ableger. Der aktuellste Eintrag der Reihe ist das 2023 erschienene Die Siedler: Neue Allianzen.

## Spielprinzip
Trotz des an sich friedlichen Aufbau-Prinzips ist das Hauptziel die militärische Überlegenheit gegenüber Computer-Gegnern oder dem menschlichen Gegner. Das Alleinstellungsmerkmal des Spiels sind die Warenwege. Im Gegensatz zu anderen ähnlichen Spielen erscheinen Waren nicht augenblicklich am Bestimmungsort. Ist ein Stück Ware in einem bestimmten Warenlager eingelagert worden, steht es dadurch nicht automatisch überall zur Verfügung, sondern es befindet sich genau nur dort. Wird es nun irgendwo benötigt, muss es erst dahin befördert werden.

### Beginn des Spiels, Warenkreisläufe
Um das Spielziel zu erreichen, startet der Spieler mit einer Burg, die ein kleines Stück der Karte, auf der gespielt wird, kontrollieren kann. In dieser Burg lagern Rohstoffe und es wohnen Arbeiter (Siedler) darin. Ab Die Siedler III gibt es diese Burg nicht mehr, man hat nur noch ein Anfangs-Militärgebäude und die Waren liegen darum herum. Mithilfe der Rohstoffe und der Siedler errichtet man Gebäude, die der Erzeugung weiterer Rohstoffe dienen. Die ersten Gebäude, die man von den Siedlern errichten lassen sollte, sind diejenigen, die die Baurohstoffe Steine und Holzbretter produzieren. Granit wird entweder von in der Landschaft liegenden Steinen oder durch Granitminen in den Bergen gewonnen. Holzbretter werden in einem Sägewerk aus Baumstämmen gewonnen, die ein Holzfäller zuvor gefällt hat (Förster können allerdings auch wieder neue Bäume wachsen lassen).

### Erweiterung des eigenen Gebiets, Militärsystem
Um jedoch weiteren Raum für diese und weitere Rohstoffproduktionen zu bekommen, muss der Spieler Wachtürme oder Burgen (bzw. in Teil 1 und 2 Baracken, Wachstuben, Wachtürme und Festungen) bauen, die weitere Landstriche unter die eigene Kontrolle bringen. Für die Besetzung der Militärgebäude sind Soldaten erforderlich. Um diese ausbilden zu können, benötigt der Spieler Waffen. Ein Waffenschmied verarbeitet dazu Roheisen und Kohle zu Schwertern und Schilden. Zur Produktion von Roheisen benötigt der Spieler unter anderem Bergwerke. Die darin arbeitenden Siedler benötigen jedoch Nahrungsmittel. Diese sind Fisch, Brot und Fleisch. Auch diese müssen selbstverständlich erst produziert werden. Durch Gold können die Soldaten dann befördert werden, wobei dieses System von Siedlerteil zu Siedlerteil variiert: In Die Siedler II werden die Soldaten durch Goldmünzen einzeln aufgewertet, im ersten und dritten Teil dient Gold nur der Motivation, während in Die Siedler IV Gold zum Rekrutieren von Soldaten höherer Stufen benötigt wird.

### Ausübung von Berufen (Werkzeuge), Wegesystem
Um einen bestimmten Beruf ausüben zu können, muss der jeweilige Siedler ein bestimmtes, zum Beruf passendes Werkzeug bekommen. Zu Beginn des Spiels hat jeder Spieler den gleichen Anfangsbestand an Werkzeugen. Mehr Werkzeuge können in einer Schlosserei aus Roheisen und Holzbrettern hergestellt werden.
Der Träger ist der am häufigsten vorkommende Beruf und einer der wenigen, die kein Werkzeug benötigen. Er ist für den Transport der Güter von einem Gebäude zum nächsten verantwortlich. Er kann Waren nur auf vorbestimmten Wegen zwischen zwei Wegpunkten transportieren. Der Verlauf dieser Wege wird vom Spieler festgelegt. Über kurze Wasserstrecken können Wegpunkte mit Hilfe von Booten gelegt werden, über die dann ein Träger mit Hilfe eines Ruderbootes Waren, aber keine Siedler transportieren kann. Auch Esel können als Packtiere genutzt werden.
In den Teilen 3 und 4 entfallen die Wege, wobei dennoch darauf zu achten ist, genügend Träger zu haben, die den Transport über freies Gelände sicherstellen. Waren in den ersten Teilen fast unendlich viele Träger für Wege vorhanden, müssen diese in Teil 3 und 4 erst durch das Bauen von Wohnhäusern erschaffen werden. In Teil 5 entfällt der Warentransport vollständig.

## Spieleübersicht
Ubisoft trennte mit dem Erscheinen von Die Siedler II – Aufbruch der Kulturen die Spielereihe in Traditions- und Evolutionsspiele. Somit existierten in der Siedlerwelt zwei Ausrichtungen: eine, die dem Regelwerk älterer Siedler-Teile folgt und eine, die eine Weiterentwicklung des Spielprinzips und der Grafik bedeutet. Nachdem jedoch der Erfolg ausblieb und der Verkauf des Remakes kaum ein Viertel der Verkäufe herkömmlicher Siedler-Spiele erreichte, wird diese Aufteilung mit Die Siedler 7 fallengelassen. Laut Benedikt Grindel, Produzent von Die Siedler 7, wird es wieder ein Siedler für alle werden.

### Die Siedler
Der erste Teil der Serie wurde von Volker Wertich für den Hersteller Blue Byte entwickelt und erschien 1993 für den Amiga. Ein Jahr später folgte eine Version für das Betriebssystem MS-DOS. Die Grafiken des Spiels wurden von Christoph Werner gestaltet, die Spielmusik komponierte Markus Kludzuweit. Die Siedler basiert auf einer reinen 2D-Grafikengine, die in der Helligkeit unterschiedliche Texturen zum Erzeugen von Flat Shading für die Landschaft nutzt. Das Spiel benutzt in der Originalversion eine Auflösung von 352×273 (PAL-Overscan). Die PC-Umsetzung unterstützt Auflösungen von 320×200 (VGA) und 640×480 (SVGA). Die Amiga-Version ist von Volker Wertich in Assemblersprache geschrieben. Die DOS-Version wurde von Massive Development (Alexander Jorias, Ingo Frick) von Amiga-Assembler zu PC-Assembler konvertiert. Für die damalige Zeit war die Engine zeitgemäß und Strategiestandard. Die Sicht auf das Spielfeld ist nicht drehbar oder schwenkbar und auch ein Zoom ist nicht vorhanden, aber Scrollen ist möglich. Das Spiel ist über Maus und Joystick steuerbar. Die Karten werden zu Beginn des Spieles generiert und jeder Spieler sucht sich einen Startplatz (nicht mehr bei den Missionen ab Level 10). Jede Karte wird basierend auf einer Zahlenkombination generiert und kann so wieder gespielt oder weitergegeben werden. Es gibt 20 verschiedene Berufsgruppen und fünf Ritterstufen.
Eine Besonderheit ist, dass man mit zwei Spielern gleichzeitig an einem Computer in einem Team spielen kann. So kann sich zum Beispiel einer der Spieler um die militärischen Züge kümmern, während der andere sich mit dem Häuserbau beschäftigt. Es ist auch möglich, mit demselben System gegeneinander zu spielen. Dies geschieht über einen geteilten Bildschirm (Splitscreen).
Zudem enthält dieser Siedler-Teil als einziger einen „Demo-Modus“, in welchem man dem Computer beim Siedeln zusehen kann.

### Die Siedler II – Veni, Vidi, Vici
Die Fortsetzung Die Siedler II wurde hauptsächlich grafisch überarbeitet. Dazu kommen einige spielerische Verbesserungen wie z. B.: neue Gebäude und Berufe, Tiere und Jäger, erleichterter Wegebau, Seefahrt (nur in der Hauptkampagne) und Kartenaufklärung. Erstmals gab es vier verschiedene Völker (Römer, Wikinger, Asiaten und Nubier), die sich spielerisch jedoch nicht voneinander unterscheiden, nur das Aussehen der Gebäude und Soldaten variiert. In der Erweiterung kann man die Erde in Form einzelner Kontinent- und Inselkarten (Grönland und Japan) erobern.
Das Spiel basierte auf einer neuen 2D-Engine, die 256 Farben unterstützte und vorberechnetes Gouraud Shading für 3D-Elemente in der Landschaft verwendete. Mit drei wählbaren Auflösungsstufen (640×480 (VGA), 800×600 (SVGA) und 1024×768 Pixel) wurde die Grafikqualität verbessert. Selbst für damalige Verhältnisse war die Engine ressourcenschonend. Vom ersten Siedler-Team war nur der Grafiker Christoph Werner beteiligt; geschrieben wurde das Spiel maßgeblich von dem Projektleiter Thomas Häuser und von Peter Ohlmann.
Das Spiel hat mehr Animationen, als in Strategiespielen damals üblich war. Man kann mit Maus und Tastatur scrollen, und es gibt eine Zoomstufe (drei Zoomstufen in den zwei Beobachtungsfenstern). Es gibt 24 verschiedene Berufsgruppen und fünf Soldatenstufen.
Wie beim ersten Teil der Siedler-Reihe, gibt es einen Splitscreen-Multiplayer-Modus. Splitscreen ist zwar auf beiden Plattformen technisch möglich, die damaligen Macintosh-Computer unterstützten jedoch nur eine Maus.
Eine Missions-CD führte einen Karteneditor ein und enthielt selbst 10 sehr große Karten, die sich an der realen Topographie von Australien, Afrika, Europa, Grönland, Nordasien, Japan, Nordamerika, Südamerika und Südasien orientieren. Im Weiteren wurde eine Schneelandschaft als neues Grafikset hinzugefügt. Mit der „Gold-Edition“ wurden die Neuerungen der Missions-CD zusammen mit dem Spiel in ein Produkt integriert.

### Die Siedler III
Die Siedler III besitzt eine 2D-Engine mit 3D-Landschaft, deren Grundelemente wieder Dreiecke mit Gouraud Shading sind, diesmal aber deutlich kleiner (ca. 6000 pro Bildschirmausschnitt bei einer Auflösung von 800×600 Pixeln). Die Grafik ist nun High Color. Die Spielfiguren und Landschaftselemente sind in 3D modellierte Pixelgrafiken. Mit übertriebenen Proportionen wurde versucht, weiter einen Cartoon-Look beizubehalten. Beim dritten Teil war auch wieder Volker Wertich, der „Vater“ der Siedler, am Spiel beteiligt, der den Großteil des Spieles programmiert hat.
Spieltechnisch gab es einige gravierende Änderungen. Insgesamt hatte man viel direkteren Einfluss auf das Spielgeschehen als in den beiden Vorgängern. Der Fahnen- und Wegebau fiel komplett weg; Träger und andere Siedler bewegen sich nun mehr oder weniger frei auf berechneten Wegen auf der Karte. Mit der Zeit bilden sich Trampelpfade. Soldaten wurden steuerbar wie in anderen Echtzeit-Strategiespielen, und es wurden neue Typen von Rängen und Fertigkeiten hinzugefügt. Neue Spielelemente wie Götter, Priester und Heiligtümer wurden eingeführt, um die Kampagnen stärker an die Rahmenhandlung binden zu können; zugleich dienen sie der Soldatenaufwertung. Ein Eigenabriss eines Militärgebäudes führt nicht mehr dazu, dass das dadurch kontrollierte Gebiet wieder neutral wird und alle betroffenen Gebäude zerstört werden. Die Schifffahrt fand ihren Weg zurück ins Spiel und wurde erweitert. Es gibt nun Fähren und Handelsschiffe. Im Mehrspielermodus ist es nun möglich, nicht nur an einem Rechner zu spielen, sondern auch über das Internet und im LAN mit bis zu 20 Spielern auf einer Karte. Es kamen Spezialfähigkeiten der einzelnen Völker (Römer, Ägypter, Asiaten) hinzu; diese unterscheiden sich jetzt nicht nur im Aussehen, sondern auch in ihren Fähigkeiten, Materialbedürfnissen und Charaktereigenschaften. Ein vollkommen neues Element waren außerdem die Wunder, die durch das Opfern von völkerspezifischem Alkohol ermöglicht werden. Jedes Volk hat Zugriff auf 8 verschiedene Wunderzauber, wobei 7 davon je nach Volk variieren. Außerdem konnte das Spiel (wie auch sein Vorgänger) per Tastendruck beschleunigt werden, um beispielsweise langwierige Bauprozesse abzukürzen.
Dem Hauptspiel folgten zwei Add-ons: Die Siedler III: Mission CD mit neuen Karten und Die Siedler III: Das Geheimnis der Amazonen, das ein weiteres Volk (die Amazonen) hinzufügte. Von der Handlung her spielen die Kampagnen des Amazonen-Add-ons vor denen des Hauptspiels. Die Kampagnen der Mission CD dagegen haben keine Hintergrundhandlung, dafür aber teilweise recht besondere Missionsziele. Außerdem haben die Entwickler den Schwierigkeitsgrad mit jedem Add-on angehoben. Mit dem letzten Patch (Version 1.6) wurde ein Button im Hauptmenü hinzugefügt, durch welchen man den Schwierigkeitsgrad ändern kann.
Für viele Siedler-II-Fans sind gerade der weggefallene Wegebau sowie die größere Bedeutung und Vielfalt des Militärsystems Kritikpunkte.
Die Siedler III gilt noch heute als die erfolgreichste Online-Variante der Siedler-Reihe. Obwohl bereits 1998 veröffentlicht, wird sie heute noch regelmäßig gespielt. Die über das Spiel erreichbare Lobby (ein Chatroom mit der Möglichkeit, Spiele zu eröffnen und diesen beizutreten) ist noch immer praktisch rund um die Uhr gut gefüllt.
Das Spiel ist, abgesehen von der Gold-Edition, nur mit Patches unter Windows 2000, XP, Vista, 7 oder 8 lauffähig.
Die Siedler III war eines der ersten PC-Spiele, die mit einem CD-Kopierschutz ausgestattet waren, um Schwarzkopien zu verhindern. Der verwendete Schutzmechanismus funktionierte jedoch sehr unzuverlässig und fehlerhaft. So wurden auf bestimmten CD-ROM-Laufwerken selbst die Original-CDs nicht als Originale erkannt.
Der Kopierschutz machte sich jedoch nicht schon beim Programmstart bemerkbar (wie heute üblich, kann ein Spiel dann mit einer kopierten CD nicht gestartet werden), sondern es traten Einschränkungen von essentiellen Spielfunktionen im Spiel selbst auf. Z. B. wuchsen neu angepflanzte Bäume nicht bis zur vollen Größe und konnten dadurch nicht gefällt werden; der Spieler hatte dadurch keine erneuerbare Quelle für Bauholz zur Verfügung. Oder es kamen aus der Eisenschmelze anstatt von geschmolzenem Eisen nur Schweine, wodurch es nicht möglich war, Waffen oder Werkzeuge herzustellen.

### Die Siedler IV
Die Siedler IV baute im Wesentlichen auf dem Vorgänger auf. Die Grafik wurde deutlich verbessert, blieb aber bei dem knuddeligen Stil. Kleine Veränderungen im Spieldetail und Erweiterungen sorgten für Beliebtheit. Die maximale Auflösung betrug 1280×1024 Pixel (SXGA), jedoch basierte das Spiel wie seine Vorgänger noch auf einer von Blue Byte selbst entwickelten 2D-Engine. Hinzugekommen waren das „Dunkle Volk“ – ein neues Volk, das nur von der KI gespielt werden konnte – und eine Funktion für stufenloses Zoomen. Es ließen sich zunächst nur die drei Völker Römer, Wikinger und Mayas spielen. Über Add-on waren auch die Trojaner als viertes Volk verfügbar.
Es gab unter dem Namen „The Settlers HD“ eine vom Gameplay her identische Version für iPhone, iPod touch und iPad. Die Steuerung war dem Touchscreen angepasst. 2017 wurde das Spiel ohne nähere Begründung aus dem App Store (iOS) entfernt.
Als Ergänzung erschien kurz nach dem Hauptspiel eine Mission CD und als erstes Add-on Die Trojaner und das Elixier der Macht sowie zwei Minigames Hiebe für Diebe und Die dunkle Seite, die bald gemeinsam mit dem Hauptspiel als Gold Edition angeboten wurden. Auf die Gold Edition folgte noch das Add-on Die neue Welt und eine CD mit von Fans des Spiels gestalteten Missionen als Community Pack. Mit dem Community Pack waren Trojaner als viertes Volk auch dann spielbar, wenn zum Hauptspiel bis dahin noch keines der anderen Add-ons installiert wurde.

### Die Siedler – Das Erbe der Könige
Der fünfte Teil der Siedler-Serie erschien 2004 und ist erstmals komplett in 3D gehalten, basierend auf der RenderWare-Spielengine von Criterion Software mit Pixel Shader 2.0 und DirectX 9.0c. Die Grafik hebt sich durch hochauflösende Texturen sowie dreh- und zoombare Kamerasicht von den Vorgängern ab. Der „Wuselfaktor“ mit hunderten herumlaufenden Siedlern auf einem Bildschirm musste der 3D-Grafik weichen. Auch spielerisch unterscheidet sich dieser Teil stark von seinen Vorgängern. Der Fokus liegt nicht mehr auf den Warenkreisläufen (welche auf ein Minimum reduziert wurden), sondern auf dem raschen Sammeln von Ressourcen und der Produktion von Militäreinheiten.
Es gibt nur noch fünf verschiedene Rohstoffe (Lehm, Holz, Stein, Eisen und Schwefel) sowie Geld (Taler). Letzteres wird durch Steuern erlangt. Die Rohstoffe werden in Minen bzw. Schächten (außer Holz, welches nur von Leibeigenen gefällt werden kann) gefördert und befinden sich sofort in einem Rohstoffpool, statt von Trägern (wie man es aus den bisherigen Teilen kennt) in Lagerhäuser gebracht zu werden. Ebenfalls neu ist, dass bereits geförderte Rohstoffe veredelt werden können und sie sich dadurch sehr effektiv vermehren lassen. Arbeiter benötigen nun einen Platz zum Schlafen in einem Haus und einen Platz zum Essen in einem Bauernhof, um bei Laune gehalten zu werden.
Eine weitere Neuerung ist die Forschung, die durch den Bau der Hochschule ermöglicht wird. Erst wenn bestimmte Technologien (Alchemie, Wehrpflicht, Konstruktion, …) erforscht wurden, können neue Gebäude gebaut und neue Einheiten rekrutiert oder aufgewertet werden. Auch können bereits bestehende Gebäude in drei Stufen ausgebaut werden. Dadurch können beispielsweise mehr Arbeiter in einem Gebäude arbeiten.
Die Aktionen der Gegner in der Kampagne basieren nun nur noch auf einfachen Scripten (Lua), anstatt auf einer „vollwertigen“ Multiplayer-KI, weshalb kein freies Spiel auf wählbaren Karten gegen den Computer möglich ist.
Mit dem im ersten Add-on (Die Siedler DEdK – Nebelreich) erschienenen Karteneditor begannen die Spieler, eigene Karten zu erstellen und im Internet zu veröffentlichen. Der in Die Siedler DEdK – Legenden (zweites Add-on) befindliche Editor bietet einige Vereinfachungen für Siedler-Mapper, wie z. B. den Texturen-Pinsel oder die Funktion, eine Zufallskarte zu erstellen.

### Die Siedler II – Die nächste Generation
Am 5. September 2006 erschien die Neuauflage des Klassikers Die Siedler II – Veni, Vidi, Vici, entwickelt von Blue Byte und den schon am Original beteiligten Entwicklern Thomas Friedmann, Thomas Häuser und Thorsten Kneisel (geb. Knop), den Gründern von Funatics Software. Die Spielmechanik ist bis auf Details gleich geblieben. Im Gegensatz zum fünften Serienteil sind die Siedler, ähnlich wie in Teil 3 und 4, wieder in „Knuddeloptik“ dargestellt. Bei der Neuauflage wurde zunächst auf eines der vier Völker, die Wikinger, verzichtet, was sich jedoch mit dem am 22. Februar 2007 veröffentlichten Add-on Wikinger änderte. Die zunächst auf Deutsch erschienene Erweiterung wurde im Anschluss aber nur auf einen Teil der vom Grundspiel unterstützten Sprachen übersetzt. Entsprechend war auch die anschließende Gold Edition mit integriertem Add-on nur für eine eingeschränkte Zahl von Sprachen erhältlich. In der englischen Ausgabe The Settlers II – 10th Anniversary, wie sie über GOG.com zum Download angeboten wird, ist kein Wikinger-Volk verfügbar.
Die Grafik verwendet eine neue, moderne 3D-Grafik-Engine. Zoomen ist nun in fünf fest definierten Stufen möglich. Auch lässt sich die Kameraperspektive um 90° in beide Richtungen schwenken. Weitere Neuerungen sind ein LAN- und internetfähiger Multiplayermodus (in Die Siedler II gab es nur einen Splitscreen-Multiplayermodus) mit integriertem Chat, eine neue Kampagne und ein überarbeiteter Seefahrtmodus. Zum Verkaufsstart gab es eine Limited-Edition, die eine Sammlerfigur und das unter neuerer Hardware lauffähig gemachte Originalspiel Die Siedler II aus dem Jahr 1996 enthielt.

### Die Siedler DS
Am 12. Juli 2007 erschien eine Umsetzung des zweiten Teils für den Nintendo DS, die jedoch keine bloße Portierung darstellt. Es handelt sich um ein Remake für die mobile Spielekonsole, welches vollständig neu programmiert wurde. Alle Grafiken wurden überarbeitet. Auch die Level wurden optimiert. Auf eine Mehrspieler-Funktion wurde verzichtet.

### Die Siedler – Aufstieg eines Königreichs
Die Siedler VI erschien am 28. September 2007. Es sind so gut wie keine Gemeinsamkeiten mit den alten Teilen mehr zu erkennen. In diesem Teil der Siedler-Reihe wurde der Fokus von der Wirtschaft weg gelenkt. So sind nur noch zweistufige Produktionen möglich: Brot entsteht direkt aus Getreide, das Getreide wird vorher nicht zu Mehl verarbeitet, allerdings braucht es Wasser aus dem Dorfbrunnen, das die Siedler selbst holen, um die Getreidefelder zu bewässern. Zahlreiche neue Berufe wurden eingefügt, der Wuselfaktor wird trotz fehlender Träger durch die Interaktionen der Siedler untereinander erreicht, kommt allerdings nicht an die Vorgänger heran: Siedler bringen ihre Waren jetzt selbst ins Lagerhaus und protestieren auf dem Marktplatz, wenn ihre Bedürfnisse nicht erfüllt werden. Zu den Bedürfnissen zählen Nahrung, Kleidung, Sauberkeit und Unterhaltung. Die Einführung von Klima und Jahreszeiten als bedeutende Wirtschaftsfaktoren stellt ein bereicherndes Novum dar, und erstmals können Siedler auf Festen Frauen kennenlernen, die sie in ihrem Tagwerk unterstützen.

### Die Siedler – Aufbruch der Kulturen
Mit Die Siedler – Aufbruch der Kulturen erscheint erstmals ein Spiel der kurzlebigen Traditionsreihe, welches von vornherein als solches gekennzeichnet ist. Es verbindet Elemente der Spiele Die Siedler II und Die Siedler III: Aus Die Siedler II der Wegebau mit dem Warentransport von Fahne zu Fahne, die indirekte Steuerung der Militäreinheiten sowie deren Aufwertung; aus Die Siedler III die Fernkampfeinheiten, Opferungen und die spielerischen Unterschiede zwischen den Völkern. Erstmals gibt es eine 3D-Online-Lobby, in der man sich mit einem erstellten Avatar mit anderen Spielern treffen und zum Online-Spiel verabreden kann. Außerdem waren Minispiele in die Lobby integriert. Punkte aus gewonnenen Spielen konnte man dazu benutzen, seinen Avatar weiter auszubauen. Zum 2. Juni 2012 gab Ubisoft bekannt, dass die Multiplayer-Server vollständig und endgültig abgeschaltet werden. Damit wurde das Spiel seiner ohnehin nur auf Online-Multiplayer beschränkten Möglichkeit, gegen echte, menschliche Spieler anzutreten, beraubt.

### Die Siedler 7
Im März 2010 erscheint Die Siedler 7, welches wieder dem Spielprinzip der ersten Teile der Serie folgt. Durch die neuen Grundpfeilern Handel, Wissenschaft und Militär ist es – im Gegensatz zum vorher veröffentlichten Die Siedler – Aufstieg eines Königreichs –  nun wieder möglich, ein Spiel auch ohne militärische Expansion zu gewinnen. Neu sind außerdem eine verbesserte KI, die aktuellere Grafik-Engine Vision Engine 7.0 und der Mehrspielermodus.

### Die Siedler – Meine Stadt
Am 28. Mai 2010 gab Ubisoft den Start der Closed Beta des Spiels Die Siedler – Meine Stadt bekannt. Im Gegensatz zu den anderen Titeln der Reihe handelt es sich dabei um ein Browsergame, das vollständig online auf Facebook gespielt wird und auf Adobe Flash basiert. Die Open Beta begann im Juni 2010.

### Die Siedler Online
Im Herbst 2010 startete die Beta-Phase des Browserspiels Die Siedler Online, die im August 2011 beendet wurde und fließend in den regulären Betrieb überging. Bei Veröffentlichung basierte das Spiel auf Adobe Flash, das später durch die Unity-Engine ersetzt wurde.
Das Fortschrittssystem des Spiels basiert auf dem Sammeln von Erfahrungspunkten, was durch Erfüllen von Quests und dem Bestehen von Abenteuern unterschiedlicher Schwierigkeitsstufen erfolgt. Die Abenteuer können allein oder mit ein bis drei Mitspielern bestritten werden. Mit jedem Level lassen sich neue Bauwerke oder Truppentypen freischalten. Logistik und Straßenbau spielt serienuntypisch keine Rolle.
Alle spielinternen Ziele sind mit dem Einsatz von Geld deutlich schneller und leichter erreichbar, jedoch ist das Spiel auch kostenlos gut spielbar. Das Spiel soll sich durch hübsche Animationen und dem siedler-typischen Wuselfaktor von der Masse der Browsergames abheben, doch ist ein Aufstieg innerhalb des Spieles nur mit Kampf (dem Vernichten von Computergegnern) erreichbar.
Die Karte – die sogenannte Heimatinsel – ist in neun unregelmäßige Sektoren unterteilt, wobei jeder Sektor eigene Besonderheiten bzgl. Fläche und Rohstoffvorkommen aufweist. Auf der Heimatinsel kann der Spieler ungestört bauen und nicht angegriffen werden. In einem von BlueByte sogenannten Spieler-gegen-Spieler-Modus können Kolonien erobert und mit Verteidigung besetzt werden. Dann versucht im Laufe einiger Tage ein weiterer Spieler eine Kolonie zu übernehmen. Handel ist über einen integrierten Marktplatz möglich, in dem für sechs Stunden ein Angebot platziert werden kann.
Zu größeren Veranstaltungen (z. B. Europameisterschaft) oder verschiedenen Festen im Jahreskreis (z. B. Weihnachten, Ostern, Halloween) gibt es spezielle Events, an denen die Spieler besondere Aufgaben bewältigen müssen.

## Geplante Fortsetzung
Im Jahr 2014 wurde unter dem Namen Die Siedler: Königreiche von Anteria eine Fortsetzung der Serie angekündigt. Neben manueller Steuerung von Produktionsketten und der Einführung von Ruhm als Spielwährung, war vor allem die Ergänzung durch Rollenspielelemente geplant. Helden, sogenannte Champions, sollten durch den Spieler auf Expeditionen oder in Kämpfen gesteuert werden. Bei der Kampagne war vorgesehen, nur noch eine einzige Siedlung über das ganze Spiel hindurch auszubauen und zu erweitern, statt über Missionen auf wechselnden Karten immer wieder neu anzufangen, wie es für alle bisherigen Spiele der Reihe typisch war. Neben der erwarteten Onlinepflicht und optionalen Mikrotransaktionen, entzündete sich im Vorfeld vielfache Kritik an dem als Siedler-untypisch angesehenen Spielkonzept.
Am 21. Januar 2015 gab Ubisoft bekannt, nach entsprechendem Feedback seiner Tester während des geschlossenen Betatests, ab 30. Januar alle weiteren Tests auszusetzen und mit dem Spiel nochmal zur Entwicklung zurückzukehren. Das Projekt wurde daraufhin neu ausgerichtet und unabhängig von der Siedler-Reihe unter dem Namen Champions of Anteria fortgeführt.
Am 21. August 2018 gab Ubisoft auf der Gamescom in Köln bekannt, dass man an einem Reboot von „Die Siedler“ arbeitet. Maßgeblich beteiligt an der Entwicklung ist der Serienschöpfer Volker Wertich. Ein Release war für 2019 geplant. Außerdem wurde für November 2018 die „Die Siedler History Collection“ angekündigt. In dieser Collection sind alle bisher sieben erschienenen Titel (Die Siedler bis Die Siedler 7) inklusive aller Erweiterung enthalten. Die älteren Teile werden an moderne Softwaresysteme angepasst. Für „Die Siedler“ wurde im August 2019 ein Veröffentlichungsjahr 2020 angegeben. Im Juli 2020 wurde die Veröffentlichung erneut verschoben. Im Januar 2022 gab Ubisoft bekannt, dass das Spiel kurz vor der Fertigstellung stehe und am 17. März 2022 erscheinen soll. Am 20. Januar 2022 startete eine viertägige Closed Beta. Basierend auf dem Feedback dieser geschlossenen Testphase wurde die Veröffentlichung erneut und auf unbestimmte Zeit verschoben. Das Spiel erschien am 17. Februar 2023 als Die Siedler: Neue Allianzen.

## Rezeption
| Spiel                                    | GameRankings | Metacritic |
| ---------------------------------------- | ------------ | ---------- |
| Die Siedler                              |              |            |
| Die Siedler II                           | 84 %         |            |
| Die Siedler III                          | 71 %         |            |
| Die Siedler IV                           | 71 %         | 74/100     |
| Die Siedler – Das Erbe der Könige        |              | 58/100     |
| Die Siedler II – Die nächste Generation  | 74 %         |            |
| Die Siedler DS                           |              | 39/100     |
| Die Siedler – Aufstieg eines Königreichs |              | 66/100     |
| Die Siedler HD                           |              | 73/100     |
| Die Siedler 7                            |              | 79/100     |
| Die Siedler: Neue Allianzen              |              | 59/100     |

Die Siedler Serie zähle laut PC Games Hardware insbesondere in Deutschland zu den beliebtesten Spiele-Serien.
Der erste Teil sei für Heiko Klinge ein Meilenstein, der das Genre Aufbauspiel maßgeblich prägte. Der zweite Teil sei gemäß Maurice Weber die Quintessenz eines Aufspiels. Heutzutage falle die fehlende Komplexität auf. Die Siedler 3 sei für Dimitry Halley durch den Verzicht auf das Straßensystem weniger elegant als sein Vorgänger. Das Steuern der Soldaten sei weniger wichtig. Durch die zahlreichen Völker besäße es aber einen hohen Wiederspielwert. Die Siedler 4 sei laut Markus Schwerdtel zwar nahezu inhaltsgleich zum Vorgänger, bügelte aber zahlreiche Schwächen aus. Die Siedler 5 kam bei den Fans schlecht an. Aufgrund dessen ruderte man bei die Siedler 6 wieder zu klassischen Spielmechaniken zurück. Die Siedler 7 modernisierte das Spielprinzip laut Fabiano Uslenghi hingegen gekonnt. Die Siedler: Neue Allianzen stelle nach einer schwierigen Entwicklungsphase den Tiefpunkt der Serie dar.

## Spielesystematik
- Die Siedler (1993, Amiga & DOS, US-Titel Serf City)
- Die Siedler II – Veni, Vidi, Vici (1996, DOS, Mac OS)
  - Add-on: Die Siedler II: Mission CD
- Die Siedler II: Gold Edition (1997, DOS)
- Die Siedler III (1998, Windows)
  - Add-on: Die Siedler III: Mission CD
  - Add-on: Die Siedler III: Das Geheimnis der Amazonen
- Die Siedler III: Gold Edition (1999, Windows)
- Gratis Mini-Game: Hiebe für Diebe (2000)
- Die Siedler IV (2001, Windows & iPhone/iOS)
  - Add-on: Die Siedler IV: Mission CD
  - Add-on: Die Siedler IV: Die Trojaner und das Elixier der Macht
  - Add-on: Die Siedler IV: Die neue Welt
  - Add-on: Die Siedler IV: Community Pack – Historische Schlachten
- Gratis Mini-Game: Die dunkle Seite (2002)
- Die Siedler IV: Gold Edition (2002, Windows)
- Die Siedler: Platin Edition (2003, Windows)
- Die Siedler – Das Erbe der Könige (2004, Windows)
  - Add-on: Die Siedler – Das Erbe der Könige: Nebelreich
  - Add-on: Die Siedler – Das Erbe der Könige: Legenden
- Die Siedler – Das Erbe der Könige: Gold Edition (2006, Windows)
- Die Siedler II – Die nächste Generation (2006, Windows)
  - Add-on: Die Siedler II – Die nächste Generation: Wikinger
- Die Siedler II – Die nächste Generation – Gold Edition (Windows)
- Die Siedler DS (2007, Nintendo DS)
- Gratis Mini-Game: Honig für den König (2007)
- Die Siedler – Aufstieg eines Königreichs (28. September 2007, Windows)
  - Add-on: Die Siedler – Aufstieg eines Königreichs: Reich des Ostens (Mission Pack)
- Die Siedler – Aufstieg eines Königreichs: Silver Edition (2008, Windows)
- Die Siedler – Aufbruch der Kulturen (28. August 2008, Windows)
- Die Siedler 7 (25. März 2010, Windows, Mac OS X)
- Die Siedler 7: Gold Edition (24. Februar 2011, Windows, Mac OS X)
- Die Siedler – Meine Stadt (2010, Adobe Flash)
- Die Siedler Online (2011, Webbrowser)
- Die Siedler: Neue Allianzen (17. Februar 2023, Windows)